# Nujno
Nujno (ukr. Нуйно) – wieś na Ukrainie w rejonie koszyrskim obwodu wołyńskiego.
Znajdują tu się przystanki kolejowe Nujno Stare i Nujno Nowe, położone na linii Kowel – Kamień Koszyrski.

## Historia
Pod koniec XIX w. wieś w gminie Soszyczno, w powiecie kowelskim.